# Darren Powell (Fußballspieler, 1972)
Darren Powell (* 1972 in Nottingham, England) ist ein ehemaliger englischer Fußballspieler und heutiger Fußballtrainer. Seit 2020 ist er Direktor für Spielerentwicklung (engl. director of player development) beim Major-League-Soccer-Franchise Inter Miami.

## Spielerkarriere

### Karrierebeginn und Laufbahn an der UNC Greensboro
Darren Powell wurde im Jahre 1972 in Nottingham geboren, wo er als Anhänger von Nottingham Forest aufwuchs und seine Schulausbildung absolvierte. Hier besuchte er von 1984 bis 1989 die Rushcliffe Comprehensive School in seiner Heimatstadt Nottingham, ehe er für das Studium in die Vereinigten Staaten kam. Im Jahre 1991 begann er mit seinem Studium an der University of North Carolina at Greensboro, an der er auch der Herrenfußballmannschaft der Universitätssportabteilung UNC Greensboro Spartans angehörte. Dabei startete er mit der Mannschaft im neu errichteten UNCG Soccer Stadium ins Spieljahr 1991. Dieses schloss er an der Seite des Torgaranten Mike Gailey und des Isländers Hilmar Björnsson als einer der Stammspieler der Mannschaft ab. Dabei kam er in allen 20 Meisterschaftspartien zum Einsatz, von denen er in 19 von Beginn an am Rasen war, und brachte es auf acht Treffer sowie drei Torvorlagen. In der Saisonstatistik brachte es die Mannschaft am Ende auf 14 Siege, ein Unentschieden und fünf Niederlagen.
Nach dem Studienabschluss von Mike Gailey etablierte sich Powell als einer der offensivstärksten Spieler seines Teams, wobei er es im Spieljahr 1992 auf 14 Treffer und vier Assists brachte. Mit seiner Toranzahl führte er die mannschaftsinterne Torschützenliste in diesem Spieljahr an; bei den Scorerpunkten rangierte er allerdings hinter Hilmar Björnsson, der es auf zwölf Tore und 22 Torvorlagen brachte, auf dem zweiten Platz. Wie sein isländischer Teamkollege startete auch der Engländer in allen 22 Meisterschaftspartien von Beginn an. Mit der Mannschaft schaffte er es bis ins Big South Conference Men’s Soccer Tournament 1992, jedoch reichte es in diesem noch nicht für einen Startplatz in der NCAA Division I Men’s Soccer Championship des gleichen Jahres. Mit den Spartans kam er 1992 auf eine Bilanz von 14 Siegen und acht Niederlagen. In diesem Jahr wurde er auch erstmals ins Big-South-Conference-All-Tournament-Team und ins Big-South-Conference-First-Team gewählt.
1993 lief ihm Shawn Mahoney, der ebenfalls mit ihm im Jahre 1991 als Freshman gestartet war, den Rang als bester Torschütze im Team ab. Bei Einsätzen in allen 22 Saisonspielen, von denen er in jedem einzelnen von Beginn an startete, kam er auf eine Bilanz von elf Treffern und zehn Assists und lag auch in der Scorerliste mit einem Punkt hinter Mahoney. Des Weiteren führte er sein Team in diesem Jahr erstmals als Mannschaftskapitän an und brachte die Mannschaft nach einem Weiterkommen im Big South Conference Men’s Soccer Tournament 1993 bis in die NCAA Division I Men’s Soccer Championship 1993, wo allerdings bereits im ersten Spiel gegen die Clemson University das frühzeitige Aus erfolgte. In diesem Jahre wurde er zum zweiten Mal ins Big-South-Conference-All-Tournament-Team und ebenfalls zum zweiten Mal ins Big-South-Conference-First-Team gewählt und war erstmals im All-Region-Third-Team vertreten.
In seinem Senior-Jahr 1994 kam Powell noch einmal in allen 22 Meisterschaftspartien zum Einsatz, von denen er nur in einer einzigen nicht von Beginn an startete. Auch in diesem Spieljahr war er wieder der Kapitän der Mannschaft und führte diese abermals durch das Big South Conference Men’s Soccer Tournament bis in die NCAA Division I Men’s Soccer Championship. Dort schied die Mannschaft erneut im Erstrundenspiel, diesmal gegen die Virginia Cavaliers, frühzeitig aus dem Turnier aus. Auch in diesem Jahr wurde der Team-MVP ins Big-South-Conference-First-Team und ins All-Region-Third-Team gewählt. Powell war der erste Spieler der Spartans, dem es gelang über 100 Scorerpunkte in der NCAA Division I zu erzielen. In allen vier Jahren (1991 bis 1994) war er ein Letterman und schloss sein Studium an der UNC Greensboro im Jahre 1995 mit einem Bachelor in Freizeitforschung (engl. leisure studies) ab.
Nach seinem College-Abschluss absolvierte er eine kurzlebige Laufbahn als Fußballprofi und kam in den Jahren 1995 bis 1999 für die Profimannschaften Carolina Dynamo in der USISL, die Raleigh Flyers in der A-League und die Wilmington Hammerheads, die ebenfalls in der USISL vertreten waren, zum Einsatz.

## Trainerkarriere

### Über das Greensboro College zur UNC Greensboro
Bereits ein Jahr vor dem Ende seiner Karriere als Aktiver begann er seine Tätigkeit als Fußballtrainer am Greensboro College. Hier spielte unter anderem der spätere neuseeländische Internationale Ryan Nelsen unter ihm. Mit ebendiesem zog die Herrenfußballmannschaft von The Pride, so der Name der Universitätssportabteilung, im Jahre 1998 in die NCAA-Division-III-Finals ein. Des Weiteren gewann Powell mit der Mannschaft in den Jahren 1998, 1999 und 2000 die Dixie Conference. Während seiner dortigen Zeit als Cheftrainer, die bis ins Jahr 2001 andauerte, kam er auf eine Bilanz von 50 Siegen, zwölf Niederlagen und drei Unentschieden und brachte in dieser Zeit neben dem späteren Major-League-Soccer- und Premier-League-Spieler Ryan Nelsen auch zwei NSCAA-Senior-All-Stars, drei All-Americans, 15 All-Region-Auswahl-Spieler, 25 All-Dixie-Conference-Auswahl-Spieler, drei Ligaspieler des Jahres und zwei Conference-Spieler-des-Jahres hervor. Im Jahre 1998 wurde Powell selbst von der NSCAA als South-Region-Coach-of-the-Year ausgezeichnet, nachdem er im selben Jahr bereits zum Dixie-Conference-Coach-of-the-Year gewählt wurde. In den Rankings schaffte er es mit der Mannschaft im Jahre 1998 auf den landesweit zweiten Platz, 1999 brachte es das Team landesweit auf Rang acht und im darauffolgenden Jahr auf den zwölften Platz.
Unter seinem ehemaligen Trainer und Landsmann Michael Parker, der heute (Stand: 2018) noch immer Trainer des Herrenfußballteams der UNC Greensboro Spartans ist, kam Powell 2001 als Assistenztrainer zurück zu seiner Alma Mater. Als Co-Trainer an der Seite von Parker kam die Mannschaft bis zu seinem Ausscheiden am Ende des Spieljahres 2004 auf eine Bilanz von 56 Siegen, 27 Niederlagen und drei Unentschieden. Vor allem das letzte Jahr ist mit 19 Siegen, drei Niederlagen und einem Remis als erfolgreich zu betrachten, da das Team zum ersten Mal seit 1998 wieder die reguläre Spielzeit der Southern Conference auf dem ersten Platz beenden konnte. Zwischenzeitlich rangierten die Spartans im landesweiten Ranking drei Wochen lang auf dem ersten Platz und schafften in der NCAA Division I Men’s Soccer Championship 2004 den Einzug bis in die Regional Semifinals, der dritten Runde, und unterlagen in diesen knapp mit 0:1 der UC Santa Barbara. Von den College Soccer News wurde er aufgrund dieses Erfolgs zu den besten Assistenztrainern der NCAA Division I gezählt.

### Erfolgstrainer an der Elon University
Innerhalb des Bundesstaates North Carolina und innerhalb der Southern Conference wechselte Powell an die Elon University, an der er am 1. Januar 2005 das Amt des Cheftrainers der Herrenfußballmannschaft der Universitätssportabteilung Elon Phoenix übernahm. Gleich in seinem ersten Jahr kam das von Powell trainierte Team auf eine Bilanz von neun Siegen, neun Niederlagen und zwei Unentschieden, was die zweite Saison seit der Teilnahme der Mannschaft an der NCAA Division I war, in der man keine negative Saisonbilanz aufwies. In der Southern Conference wies das Team im Spieljahr 2005 sogar eine Bilanz von vier Siegen, zwei Niederlagen und einem Remis auf. Dies war für das Team zugleich die erste positive Bilanz in der Southern Conference seit der erstmaligen Teilnahme an der NCAA Division I. Für seine Leistungen wurde er am Ende des Jahres als Southern-Conference-Coach-of-the-Year ausgezeichnet.
Der Erfolg setzte sich im Spieljahr 2006 fort, als das Team erstmals seit der Aufnahme an der Division I mit zehn Siegen, acht Niederlagen und zwei Unentschieden eine positive Saisonbilanz aufwies. In der Southern Conference sah die Statistik wie folgt aus: drei Siege, drei Niederlagen und ein Remis. 2007 kam Elon Phoenix auf acht Siege, sieben Niederlagen und vier Unentschieden; in der Southern Conference 2007 verzeichnete das Team vier Siege und drei Niederlagen aus sieben Spielen. Nach einer bescheidenen regulären Spielzeit 2008, in der es Elon auf lediglich zwei Siege und ein Remis brachte, denen sieben Niederlagen gegenüberstanden, schaffte das Team in der Southern Conference die Sensation. Hier gewann das Team alle sieben Spiele und konnte am Jahresende eine Saisonbilanz von zehn Siegen, neun Niederlagen und einem Remis verzeichnen. Im Entscheidungsspiel um die mögliche erste Teilnahme an einer NCAA Division I Men’s Soccer Championship unterlag die Mannschaft nach einer 1:0-Führung zur Halbzeit doch noch mit 1:4 dem College of Charleston. Obgleich dieser Niederlage war es für das von Powell trainierte Team doch ein historisches Spieljahr, in dem mit dem Gewinn der regulären Spielzeit der erste Titel in der NCAA Division I gefeiert werden konnte. Der in seinem Junior-Jahr befindliche Mittelfeldspieler Justin Wyatt wurde in diesem Jahr zum Southern-Conference-Player-of-the-Year und Trainer Powell zum bereits zweiten Mal zum Southern-Conference-Coach-of-the-Year gewählt.
Nach einem verhaltenen Start ins Spieljahr 2009 gewann das Team unter Powells Führung die Spiele vier bis neun und konnte mitunter mit einem 2:0-Sieg über die Clemson University den ersten Sieg über einen Gegner aus der Atlantic Coast Conference seit 1999 verzeichnen. Die Southern Conference beendete die Mannschaft mit einer Bilanz von vier Siegen und zwei Niederlagen aus sechs Partien; in der Gesamtwertung dieses Spieljahres bedeutete dies für die Elon University eine Bilanz von zehn Siegen, acht Niederlagen und zwei Unentschieden. Abermals scheiterte man nur knapp an einem Startplatz für die NCAA Division I Men’s Soccer Championship. Das Spieljahr 2010 beendete die Mannschaft mit einer Bilanz von acht Siegen, sechs Niederlagen und fünf Unentschieden; davon vier Siege, zwei Niederlagen und ein Remis in der Southern Conference. An eine mögliche Teilnahme an der NCAA Division I Men’s Soccer Championship war in diesem Jahr nicht zu denken.
Ab dem Spieljahr 2011 konnte Elon Phoenix zahlreiche Titel einfahren. Obwohl die reguläre Saison großteils negativ verlief, schaffte es die Mannschaft 2011 erstmals seit ihrem Bestehen in die NCAA Division I Men’s Soccer Championship. Nach einer Bilanz von zwei Siegen und fünf Niederlagen aus sieben Spielen in der Southern Conference konnte das Team das abschließenden Southern Conference Tournament doch nicht mit drei Siegen aus ebenso vielen Spielen gewinnen und qualifizierte sich für die Erstrundenteilnahme an der NCAA Division I Men’s Soccer Championship 2011. Dort unterlag das Team der Coastal Carolina University mit 3:4 und schied bereits frühzeitig aus dem Turnier aus. Noch erfolgreicher verlief das Spieljahr 2012, in dem die Mannschaft auf eine Statistik von 15 Siegen, fünf Niederlagen und zwei Unentschieden aus 22 Meisterschaftsspielen kam. In diesen erlangte die Mannschaft nach 2008 zum zweiten Mal den Meistertitel in der Southern Conference und ging noch dazu auch im Southern Conference Tournament mit drei Siegen aus ebenso vielen Spielen als Sieger hervor. In der saisonabschließenden NCAA Division I Men’s Soccer Championship 2012 schaffte es die von Powell trainierte Truppe erneut in die erste Runde, brachte es jedoch abermals nicht über diese hinaus. Mit 0:3 verlor man gegen den gleichen Gegner wie im Jahr davor, die Coastal Carolina University. Abermals wurde Powell für seine Leistungen zum Southern-Conference-Coach-of-the-Year gewählt.
Im Spieljahr 2013 führte er die Elon University zu ihrem dritten Titel in der Southern Conference Tournament, wobei die Elon die zweite Schule in der Geschichte der Southern Conference war, der drei Tournament-Siege in Folge gelangen. In der Statistik präsentierte sich Elon 2013 in etwa wie im vorangegangenen Spieljahr. In der Southern Conference standen vier Siegen zwei Niederlagen gegenüber; für einen erneuten Gewinn der Southern Conference reichte es dabei allerdings nicht. Wie bereits erwähnt konnte sich das Team allerdings im Southern Conference Tournament erneut mit drei Siegen aus drei Spielen durchsetzen und brachte es in der nachfolgenden NCAA Division I Men’s Soccer Championship 2013 bis in die zweite Runde. Nach einem Sieg im Elfmeterschießen über die Clemson University unterlag die Mannschaft in der zweiten Runde der Regional 1 den UCLA Bruins mit 0:4. Dabei kam Powells Mannschaft in 23 Meisterschaftsspielen zum Einsatz und erreichte dabei eine Statistik von 15 Siegen, fünf Niederlagen und drei Unentschieden. Nach 2005, 2008 und 2012 wurde Powell im Jahre 2013 zum vierten Mal mit dem Preis als Southern-Conference-Coach-of-the-Year ausgezeichnet.

### Erste Schritte in Richtung MLS
Am 3. April 2014 gab die Elon University den Rücktritt von Darren Powell als Cheftrainer der Herrenfußballmannschaft bekannt. Bis zu diesem Zeitpunkt hatte es der gebürtige Engländer zum erfolgreichsten Fußballtrainer in der Geschichte des Fußballprogramms an der Elon gebracht. Dabei kam er auf eine Statistik von 94 Siegen, 68 Niederlagen und 23 Unentschieden, darunter 37 Siege, 21 Niederlagen und drei Unentschieden auf Ligaebene. Mit 57 % gewonnener Spiele rangierte er in der Bestenliste der Southern Conference auf dem fünften Platz und mit seinen 94 Siegen auf den neunten Platz. In den neun Spielzeiten unter Powell produzierte Elon Phoenix 47 All-League-Auswahlen, vier Southern-Conference-Players-of-the-Year, zwei Southern-Conference-Freshmen-of-the-Year und vier MLS-Draft-Picks. Unter seiner Führung war die Elon auch regelmäßig in den nationalen Auswahlen vertreten, wobei es die Mannschaft am Ende des Spieljahres 2013 auf den landesweit betrachtet 22. Platz brachte. Die höchste Platzierung unter seinem Engagement war ein 16. Platz.
Nach seinem Abgang schloss sich Powell dem MLS-Franchise Orlando City SC an, wo er in der Nachwuchsarbeit tätig wurde. Die vakant gewordene Position als Cheftrainer bei Elon wurde nach kurzer landesweiter Suche durch seinen Landsmann Chris Little besetzt. In Orlando im US-Bundesstaat Florida wurde Powell mit der Leitung der Akademie von Orlando City beauftragt und begann seine dortige Tätigkeit mit 1. Mai 2014. Über einen Zeitraum von etwas über eineinhalb Jahre betreute er fortan das Orlando City Youth Soccer (OCYS) U.S. Soccer Development Academy (USSDA)-Programm, ehe sich ein neuer Karriereschritt für den gebürtigen Engländer auftat. Des Weiteren überwachte er auch das Pro Academy-Programm des Klubs und war am Training der Altersgruppen U-9 bis U-18 beteiligt. Im Jahr 2015 trat er vor allem als Cheftrainer der U-23-Mannschaft, die an der Premier Development League (PDL) teilnahm, in Erscheinung. In seinen zwei Spielzeiten in Florida schaffte er es mit den U-16- und U-18-Mannschaften in die saisonabschließenden Play-offs, wobei die Akademie vom US-Verband zur Most Improved Academy im Osten der Vereinigten Staaten ernannt wurde. Des Weiteren erhielt das U-16-Team im Jahre 2015 den Preis für den Best Style of Play. Zwölf Spieler über fünf verschiedene Altersgruppen schafften unter seinem Wirken als Akademiedirektor den Sprung in eine Nachwuchsnationalmannschaft.

### Erste Station als Profitrainer
Mit Jahresbeginn 2016 wechselte Powell als Cheftrainer und technischer Direktor zum eben erst gegründeten Franchise San Antonio FC in die zum damaligen Zeitpunkt drittklassige nordamerikanische Profiliga United Soccer League (USL). In der zu diesem Zeitpunkt siebentbevölkerungsreichsten Stadt der Vereinigten Staaten versuchte er auch einige seiner ehemaligen Schützlinge von der Elon University ins Team zu holen, was ihm mit den in etwa gleichaltrigen Sam McBride und Miguel Salazar auch gelang. Nach der erfolgreichen Vorbereitung auf das Spieljahr 2016, als der San Antonio FC kein einziges seiner acht Testspiele verlor, schaffte es Powell mit dem Team in der zum Teil recht dicht gestaffelten Tabelle im Endklassement der Western Conference auf den zehnten Platz und war nur zwei Punkte von einem Play-off-Startplatz entfernt. Im Laufe der Saison hatte er einige Spieler, die es ins USL-Team-of-the-Week schafften; mit dem ortsansässigen Matt Cardone gab es sogar einen Spieler in der Mannschaft, der es nach der 23. Spielrunde zum USL-Player-of-the-Week brachte. Im Lamar Hunt U.S. Open Cup 2016, dem US-amerikanischen Pokalwettbewerb, schaffte es die von Powell trainierte Mannschaft nach Siegen in der zweiten Runde über den Corinthians FC of San Antonio und in der dritten Runde über Des Moines Menace bis in die vierte Runde, in der das Team gegen das zwei Spielklassen höhere spielende MLS-Franchise Houston Dynamo unterlag.
Nachdem die USL vom US-Verband einen provisorischen Zweitligastatus verliehen bekam, absolvierte Powell mit seiner Mannschaft ein erfolgreiches Spieljahr 2017. In diesem schaffte es das Team im Endklassement auf den zweiten Platz der Western Conference und dadurch in die nachfolgenden Conference Play-offs. Nach einem Erstrundensieg über die Tulsa Roughnecks schied die Mannschaft in den Conference Semifinals erst im Elfmeterschießen gegen den OKC Energy FC aus. Nach einem Zweitrundenstart in den Lamar Hunt U.S. Open Cup 2017 wurde der Viertligist Houston Dutch Lions nur knapp mit 1:2 bezwungen; im nachfolgenden Drittrundenspiel gegen die Tulsa Roughnecks schied die Mannschaft daraufhin ebenfalls im Elfmeterschießen aus. Im Laufe des Spieljahres, aber auch danach, wurden zahlreiche seiner Spieler mit individuellen Preis ausgezeichnet.
Auch im Spieljahr 2018 trat Powell als Trainer des Franchises in Erscheinung. Am Ende der regulären Saison rangierte er mit der Mannschaft auf dem neunten Tabellenplatz der Western Conference und schaffte damit – nur die acht besten Mannschaften eines Franchises kamen weiter – nicht den Einzug in die nachfolgenden Play-offs. Im Lamar Hunt U.S. Open Cup 2018 startete er mit dem Franchise in Runde 2 gegen die Midland-Odessa Sockers, schaffte gegen die Colorado Springs Switchbacks in der dritten Runde nur knapp den Einzug in die nachfolgende vierte Runde und unterlag in diesem knapp mit 0:1 gegen das MLS-Franchise FC Dallas. In der USL Championship, wie die nordamerikanische Zweitklassigkeit ab 2019 hieß, führte Powell seine Mannschaft im Spieljahr 2019 lediglich auf einen elften Platz in der Western Conference am Ende der regulären Spielzeit – nur die ersten sechs Mannschaften qualifizierten sich für die meisterschaftsentscheidenden Play-offs. Im Lamar Hunt U.S. Open Cup 2019 konnte sich seine Mannschaft nur in der zweiten Runde gegen Laredo Heat aus der National Premier Soccer League (NPSL) durchsetzen und scheiterte in der darauffolgenden dritten Runde gegen den Ligakonkurrenten Austin Bold mit 2:4, was das vorzeitige Ausscheiden aus dem Turnier bedeutete. Am 30. Oktober 2019 wurde bekanntgegeben, dass sich Powell und der San Antonio FC einvernehmlich getrennt hatten.

### Wechsel zu Inter Miami
Nur wenige Monate später gab das neue MLS-Franchise Inter Miami die Verpflichtung Powells als Direktor für Spielerentwicklung bekannt. Beim ebenfalls neuen Franchise Fort Lauderdale CF mit Spielbetrieb in der USL League One, das als Farmteam von Inter Miami vorgesehen war, sollte Powell, im Falle einer Abwesenheit des Cheftrainers, dem einstigen US-amerikanischen Internationalen Jason Kreis, dessen Agenden übernehmen und bis zur Rückkehr von Kreis das Traineramt interimistisch bekleiden. Angedacht war dies etwa für die Zeit, in der Kreis mit der US-amerikanischen U-23-Auswahl an den Olympischen Sommerspielen 2020 teilnehmen sollte.
Im März 2021 wurde Powell zum Cheftrainer des Fort Lauderdale CF ernannt.

## Trivia / Privates / Familie
Powell der mit seiner Ehefrau Elise und den beiden Kindern Naomi und Caleb zusammenlebt, ist bzw. war auch als Ausbilder im Nachwuchsfußball von North Carolina involviert, wo er unter anderem als Trainer beim Jugendausbildungsverein Greensboro Soccer Club fungierte. Außerdem ist bzw. war er mehrjähriger Cheftrainer des Olympic-Development-Programs (ODP) des Bundesstaates North Carolina und Trainer des USYSA-Region-III-ODP-Teams.
Beide Kinder sind ebenfalls im Fußballbereich aktiv, wobei Tochter Naomi bis 2021 auf College-Ebene für die Frauenfußballmannschaft an der North Carolina State University in Erscheinung trat. Der jüngere Sohn, Caleb, spielte etwa als Stürmer an der Charlotte Soccer Academy und war 2019/20 an der Akademie der Seattle Sounders aktiv.
Als Fußballtrainer ist er Inhaber einer USSF-A-Lizenz.